# 心理衛生學院
心理衛生學院（英語：Institute of Mental Health，簡稱IMH）新加坡專門治療精神病患的專科醫院兼精神疾病專科醫學研究學院，其設立於1993年，位於萬國的萬國青醫學園，佔地450,000平方公尺。  
心理衛生學院原以板桥医院（Woodbridge Hospital）為名。如今，“板橋”只是心理衛生學院的一部，心理衛生學院的門診部，服務與研究單位。該醫院擁有 2,425 個床位。

## 外部連結
- 心理衛生學院 （页面存档备份，存于）
- 心理衛生 （页面存档备份，存于）